# Akira Taue
Akira Taue (田上 明?; Chichibu, Saitama, 8 maggio 1961) è un ex wrestler e lottatore di sumo giapponese.
Oltre a vari titoli di coppia, vinse il titolo AJPW Triple Crown Heavyweight Championship nella All Japan Pro Wrestling. Quindici dei suoi match hanno ricevuto una valutazione di 5 stelle da Wrestling Observer Newsletter. Fu presidente della Pro Wrestling Noah dal 2009 al 2013.

## Carriera nel sumo
Dopo il diploma, Taue lavorò part time in un'autofficina, mentre frequentava la Saitama Prefectural Chichibu High School. Qui, al secondo anno fu invitato ad entrare nella squadra di sumo della scuola. Arrivò terzo nel campionato scolastico nazionale di sumo.
Quindi entrò nella stable Oshiogawa, e nel gennaio 1980 debuttò come lottatore di sumo professionista. Per i primi sei anni di carriera lottò utilizzando il suo vero nome; questo fino al maggio 1986, quando fu promosso al rango di jūryō, e gli fu dato il nome Tamakirin Yasumasa. Lottò nella massima divisione in sette tornei prima di ritirarsi nel luglio 1987.

## Carriera nel wrestling professionistico

### All Japan Pro Wrestling (1988–2000)
Dopo il debutto, lottò prevalentemente nella divisione tag team della AJPW. Durante questo periodo, insieme a Shinichi Nakano, il 5 giugno 1990 conquistò l'All Asia Tag Team Championship. Quando molti wrestler lasciarono la All Japan per trasferirsi nella nuova compagnia fondata da Genichiro Tenryu, la SWS, Taue si unì a Mitsuharu Misawa, Kenta Kobashi e Toshiaki Kawada per formare la fazione Super Generation Army. Subito dopo la formazione del gruppo, Taue se ne andò per entrare nella stable di Jumbo Tsuruta, la Tsuruta-gun. La conseguente rivalità tra Super Generation Army e Tsuruta-gun produsse molti match ritenuti dei classici. Il 30 settembre 1990, Wrestling Observer Newsletter assegnò una valutazione di cinque stellette all'incontro Taue & Tsuruta vs. Misawa & Kawada.
Taue è principalmente noto come wrestler da tag team. In carriera vinse l'All Asia Tag Team Championship (con Shinichi Nakano) e il World Tag Team Championship (in coppia con Jumbo Tsuruta). Formò il tag team The Holy Demon Army con Toshiaki Kawada, e la coppia conquistò per 6 volte il World Tag Team Championship nella AJPW. Il team si separò quando Taue lasciò la AJPW per la Pro Wrestling Noah di Mitsuharu Misawa nell'agosto 2000, mentre invece Kawada decise di restare.

### Pro Wrestling Noah (2000–2017)
Nella Noah Taue proseguì la sua attività nella divisione tag team, lottando in coppia principalmente con Takuma Sano. Il 5 novembre 2005 riuscì a sconfiggere Takeshi Rikio vincendo il GHC Heavyweight Championship, che detenne fino al 22 gennaio 2006 quando fu sconfitto da Jun Akiyama.
Il 27 giugno 2009, a seguito del decesso improvviso di Mitsuharu Misawa del 13 giugno, Akira Taue fu eletto nuovo presidente della Pro Wrestling Noah. Il 12 maggio 2013 annunciò il suo ritiro ufficiale dal ring per il dicembre dello stesso anno. Il 7 dicembre 2013 lottò nel suo ultimo match, dove lui, Takeshi Morishima, Takashi Sugiura e Genba Hirayanagi sconfissero Genichiro Tenryu, Tatsumi Fujinami, Masao Inoue e Kentaro Shiga, con Taue che schienò Inoue per la vittoria finale.
Taue restò in carica come presidente della Noah fino al 1º novembre 2016, quando la compagnia venne venduta alla Estbee.

## Vita privata
Nel giugno 2017, dopo aver fatto pratica nel locale di Mitsuhiro Matsunaga, Taue aprì la sua steakhouse a Tsukuba, Ibaraki, Giappone, chiamata "Steak Izakaya Champ", dove egli taglia e cucina personalmente la carne, oltre ad accogliere la clientela.
Il 22 agosto 2018, Taue annunciò alla stampa di avere un tumore allo stomaco. La diagnosi gli era stata fatta quando era stato inizialmente ricoverato in ospedale per una caduta a casa sua il 2 marzo, che aveva causato un'emorragia dallo stomaco, e richiesto una trasfusione di sangue d'urgenza. Egli rivelò inoltre che il 16 aprile si era sottoposto ad una gastrectomia dopo aver scoperto il cancro durante un esame.

## Personaggio
Mosse finali
- Dynamic Bomb (Sitout powerbomb)[7][8]
- Varie tipologie di chokeslam:
  - Chichibu Cement[7] – Innovatore
  - Nodowa Otoshi[7][8]
  - Orega Taue[7][8] – Innovatore
  - Tsukuba Makiwari[7]

Soprannomi
- "AT"
- "Dynamic T"
- "Mr. Tama"
- "The Indomitable Prince"

## Titoli e riconoscimenti
- All Japan Pro Wrestling
  - All Asia Tag Team Championship (1) con Shinichi Nakano
  - AJPW Triple Crown Heavyweight Championship (1)
  - World Tag Team Championship (7) con Jumbo Tsuruta (1) e Toshiaki Kawada (6)
  - Champion Carnival (1996)
  - World's Strongest Tag Determination League (1996, 1997); con Toshiaki Kawada
  - January 2 Korakuen Hall Heavyweight Battle Royal (1992)[9]
  - World Tag Team Championship Tournament (2000) – con Toshiaki Kawada[10]
- Nikkan Sports
  - Fighting Spirit Award (2005)[11]
- Pro Wrestling Illustrated
  - 33º tra i migliori 500 wrestler singoli nei "PWI Years" del 1997[12]
  - 115º tra i migliori 500 wrestler singoli nei "PWI Years" del 2003
  - 8º tra i 100 migliori tag team nei "PWI Years" (con Toshiaki Kawada)[13]
- Pro Wrestling Noah
  - GHC Heavyweight Championship (1)
- Tokyo Sports
  - Fighting Spirit Award (1992, 1996)[14]
  - Lifetime Achievement Award (2014)[15]
  - Match of the Year (1995)[14]; con Toshiaki Kawada vs. Mitsuharu Misawa e Kenta Kobashi il 9 giugno 1995
  - Tag Team of the Year (1997)[14]; con Toshiaki Kawada
- Wrestling Observer Newsletter
  - 5 Star Match (1990) con Jumbo Tsuruta e Masanobu Fuchi vs. Mitsuharu Misawa, Toshiaki Kawada e Kenta Kobashi il 19 ottobre
  - 5 Star Match (1991) con Jumbo Tsuruta e Masanobu Fuchi vs. Mitsuharu Misawa, Toshiaki Kawada e Kenta Kobashi il 20 aprile
  - 5 Star Match (1992) con Jumbo Tsuruta e Masanobu Fuchi vs. Mitsuharu Misawa, Toshiaki Kawada e Kenta Kobashi il 22 maggio
  - 5 Star Match (1993) con Toshiaki Kawada e Yoshinari Ogawa vs. Mitsuharu Misawa, Kenta Kobashi e Jun Akiyama il 2 luglio
  - 5 Star Match (1993) con Toshiaki Kawada vs. Mitsuharu Misawa e Kenta Kobashi il 3 dicembre
  - 5 Star Match (1994) con Toshiaki Kawada and Masanobu Fuchi vs. Mitsuharu Misawa, Kenta Kobashi & Giant Baba il 13 febbraio
  - 5 Star Match (1994) con Toshiaki Kawada vs. Mitsuharu Misawa & Kenta Kobashi il 21 maggio
  - 5 Star Match (1995) con Toshiaki Kawada vs. Mitsuharu Misawa & Kenta Kobashi il 24 gennaio
  - 5 Star Match (1995) vs. Mitsuharu Misawa il 15 aprile
  - 5 Star Match (1995) con Toshiaki Kawada vs. Mitsuharu Misawa and Kenta Kobashi on June 9
  - 5 Star Match (1995) con Tamon Honda and Toshiaki Kawada vs. Mitsuharu Misawa, Kenta Kobashi and Satoru Asako on June 30
  - 5 Star Match (1996) con Toshiaki Kawada vs. Mitsuharu Misawa & Jun Akiyama il 23 maggio
  - 5 Star Match (1996) con Toshiaki Kawada vs. Mitsuharu Misawa & Jun Akiyama il 6 dicembre
  - 5 Star Match (1997) con Toshiaki Kawada vs. Mitsuharu Misawa & Jun Akiyama il 5 dicembre
  - Wrestling Observer Newsletter Hall of Fame (Classe del 2022) (con Toshiaki Kawada)